# Muhammad Baradej
Muhammad Baradej (též Mohamed El Baradei, arabsky محمد البرادعي‎, * 17. června 1942 v Káhiře) byl od 1. prosince 1997 do 30. listopadu 2009 generálním ředitelem Mezinárodní agentury pro atomovou energii. V roce 2005 obdržel společně s touto organizací Nobelovu cenu míru. Od 14. července do 14. srpna 2013 byl zastupujícím viceprezidentem Egypta.

## Život
Narodil se v rodině právníka. V roce 1962 získal bakalářský titul na káhirské univerzitě, v roce 1974 získal doktorát mezinárodního práva na New York University School of Law. Od roku 1964 byl v diplomatických službách. Od roku 1984 pracoval v Mezinárodní agentuře pro atomovou energii, roku 1997 se dostal do jejího čela. V roce 2003 se postavil proti mylným argumentům George Bushe o jaderném programu Iráku, kterými USA obhajovaly svou invazi. Spojené státy se poté v roce 2005 snažily zabránit jeho opětovnému zvolení do čela MAAE, avšak neúspěšně – Muhammad Baradej byl znovu zvolen a navíc získal Nobelovou cenu míru. Baradej naopak podporoval USA ve vztahu k jadernému programu Íránu. V listopadu 2009 již na ředitele MAAE nekandidoval.
Při nepokojích v Egyptě v roce 2011 stál v čele opozičních skupin, uvažuje se o něm jako o společném mluvčím sjednocené opozice i jako o budoucím egyptském prezidentovi. Podporovalo ho i zakázané Muslimské bratrstvo. Baradej vydal prohlášení, v němž odmítl kandidovat v prezidentských volbách, pořádaných v roce 2012, kvůli pokračující vládě Nejvyšší rady ozbrojených sil, kterou považoval za nedemokratickou.
Aktivně se účastnil vojenského převratu v červenci 2013, při kterém byl sesazen prezident Muhammad Mursí, následně byl jmenován zastupujícím viceprezidentem Egypta. Z této pozice odstoupil po masakru na náměstí Rábaa v srpnu 2013, při kterém egyptská policie usmrtila přes 600 stoupenců sesazeného prezidenta Mursího. Podle jeho vyjádření existovala i nenásilná varianta řešení situace. Po odstoupení opustil zemi a odjel do Vídně, do Egypta se již nevrátil. V roce 2016 bylo v egyptských učebnicích pro základní školy jeho jméno vymazáno ze seznamu držitelů Nobelových cen.